# Edwin Thacker
Edwin Thomas Thacker (ur. 24 lipca 1913 w Germiston, zm. 4 sierpnia 1974) –  południowoafrykański lekkoatleta, specjalista skoku wzwyż.
Zwyciężył w skoku wzwyż na igrzyskach Imperium Brytyjskiego w 1934 w Londynie, przed Joe Haleyem z Kanady i Johnem Michie ze Szkocji. Na igrzyskach olimpijskich w 1936 w Berlinie zajął 12.–21. miejsce w tej konkurencji.
Ponownie zwyciężył w skoku wzwyż na igrzyskach Imperium Brytyjskiego w 1938 w Sydney, przed Australijczykami Robertem Heffernanem i Dougiem Shetliffe.
Trzykrotnie poprawiał rekord Związku Południowej Afryki w skoku wzwyż, doprowadzając go do wyniku 1,972 m, uzyskanego 16 listopada 1935 w Benoni. Jego rekord życiowy wynosił 1,981 m, został ustanowiony 25 marca 1939 w Johannesburgu.